# Iveco LMV
Iveco LMV (Light Multirole Vehicle) — армійський багатоцільовий броньований автомобіль італійського виробництва.
Розроблено колективом конструкторів компанії «Iveco Defence Vehicles» (дочірньої компанії італійської корпорації «IVECO»), перший з десяти прототипів був виготовлений в 2001 році.

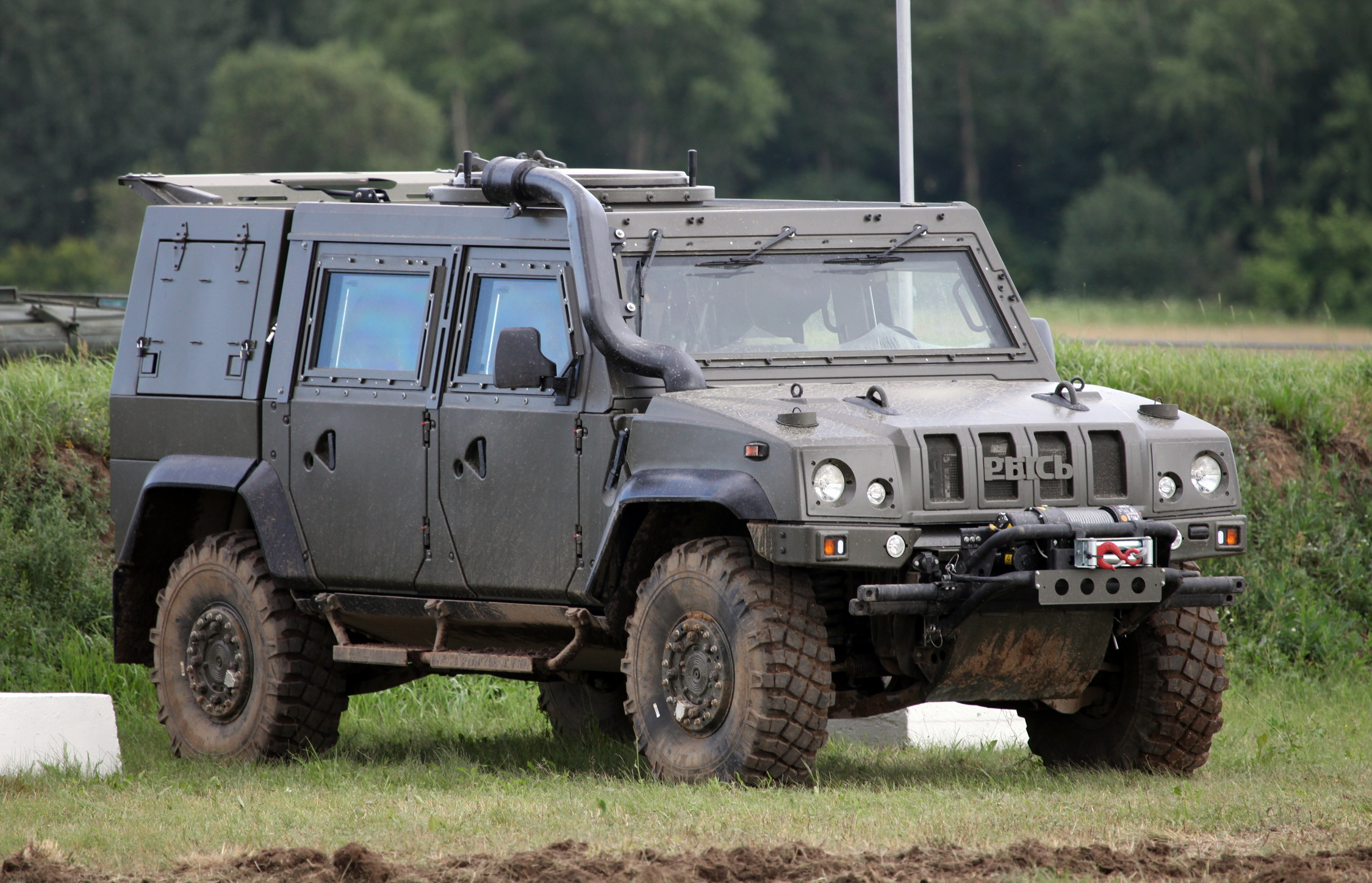
Iveco LMV Lynx

## Основні ТТХ
- Iveco LMV комплектується турбодизельним двигуном IVECO F1D потужністю 185 к.с. (136 кВт)
- максимальна швидкість понад 130 км/год
- максимальна маса буксируваного вантажу 4200 кг
- коробка передач автоматична шестиступінчаста
- проїзд перешкоди: брід глибиною 0,85 м (з попередньою підготовкою — 1,5 м), стінка висотою 0,5 м

На автомобілі може бути встановлено різне кулеметне озброєння, зокрема дистанційно кероване.
У 2010 році вартість виробництва на італійському заводі в Больцано одного неброньованого Iveco LMV M65 становила 170 тис. євро, з встановленими модулями навісної броні IBD — від 256 тис. євро, з встановленим модулем озброєння (кулемет, радіостанція, гранатомет) від 461 тис. євро.

## Варіанти і модифікації

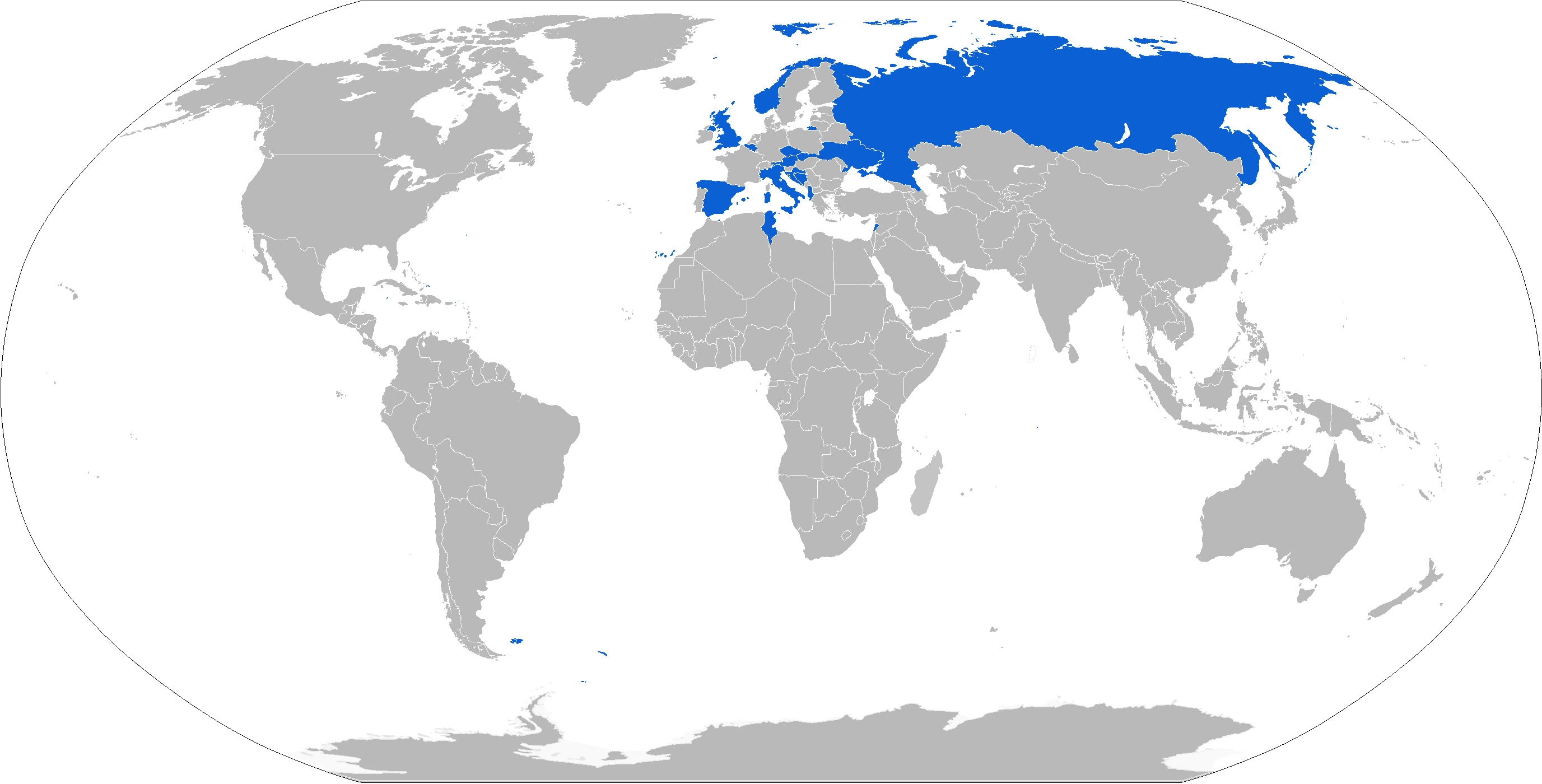
Оператори Iveco LMV

- VTLM «Lince» — модифікація, прийнята на озброєння арміями Італії та Іспанії.
- CLV «Panther» — модифікація для армії Великої Британії.
- Iveco LAV III[2]
- Автомобіль захищений «Рись» — модифікація IVECO 65E19WM для російської армії, відповідно до вимог Міністерства оборони РФ в конструкції автомашини повинні використовуватися деталі російського виробництва.

В травні 2011 року на збройовій виставці «IDEB-2011» Чехія представила Iveco LMV, оснащений дистанційно керованим бойовим модулем Kongsberg Protector M151A2 з 12,7-мм кулеметом M2 QCB. Крім того, в травні 2011 року було оголошено про створення аеротранспортабельної модифікації IVECO LMV SF для сил спеціальних операцій.
У травні 2012 року на збройовій виставці «IDEB-2012» в Братиславі Чехія представила Iveco LMV, оснащений дистанційно керованим бойовим модулем EVPU ZSRD 07 виробництва Словаччини з 7,62-мм бельгійським кулеметом FN MAG.

## Оператори
- Австрія — 172 Iveco LMV станом на 2018 рік.
- Албанія — 23 Iveco LMV отримано та ще 2 одиниці замовлено станом на 2018 рік.
- Бельгія — 440 Iveco LMV станом на 2016 рік.
- Бразилія —1464 Iveco LMV замовлено станом на 2016 рік.
- Велика Британія — 401 Iveco LMV станом на 2016 рік.
- Іспанія — 395 Iveco LMV станом на 2016 рік.
- Італія — 2000 Iveco LMV станом на 2016 рік.
- Норвегія — 170 Iveco LMV станом на 2016 рік.
- Росія — 2016 року — 67 машин. Всього законтрактовано 358 одиниць, планувалося 1775 одиниць, подальші поставки скасовано.
- Ліван — 45 Iveco LMV станом на 2016 рік.
- Словаччина — 40 Iveco LMV станом на 2018 рік.
- Туніс — невідома кількість Iveco LMV станом на 2016 рік.
- Хорватія — 14 Iveco LMV станом на 2016 рік.
- Чехія — 170 Iveco LMV станом на 2016 рік.
- Україна — постачання у складі третього пакету допомоги 2022 року (кількість на разі не відома), окрім того щонайменше 4 одиниці захоплено у Збройних сил РФ.[3]

### Україна
В травні 2022 року італійське видання La Republica повідомило про погодження третього пакету допомоги Україні, до якого увійшли причіпні гаубиці FH70 та бронеавтомобілі Iveco Lince а також інше озброєння та боєприпаси.
Наприкінці липня 2022 року Норвегія повідомила про передачу Україні 14 броньованих патрульних машин IVECO LAV III.
26 січня 2023 року з'явилася інформація про новий пакет військової допомоги від Бельгії, до складу якого увійдуть 80 Iveco LMV, а також 150 вантажівок Volvo, ракети AIM-120 AMRAAM для ЗРК NASAMS, стрілецька зброя і боєприпаси.